# Nora B-52
Nora B-52 — сербська 155-мм самохідна артилерійська установка, яка призначена для знищення живої сили, артилерійських батарей, дзотів, а також для забезпечення проходів в мінних полях та польових загородженнях.

## Історія
Розроблена конструкторами Vojnotehnički Institut для переозброєння сербської армії та на експорт.

## Галерея

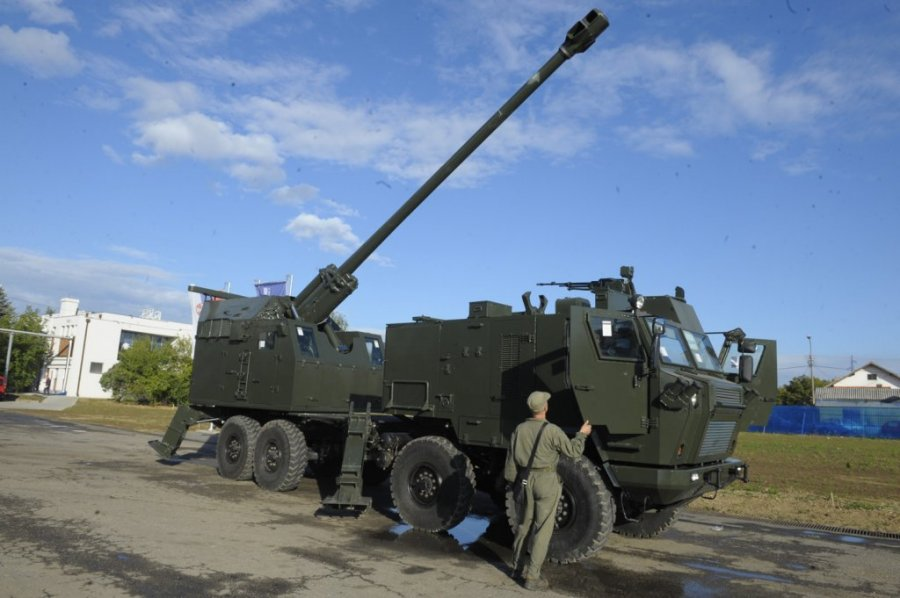
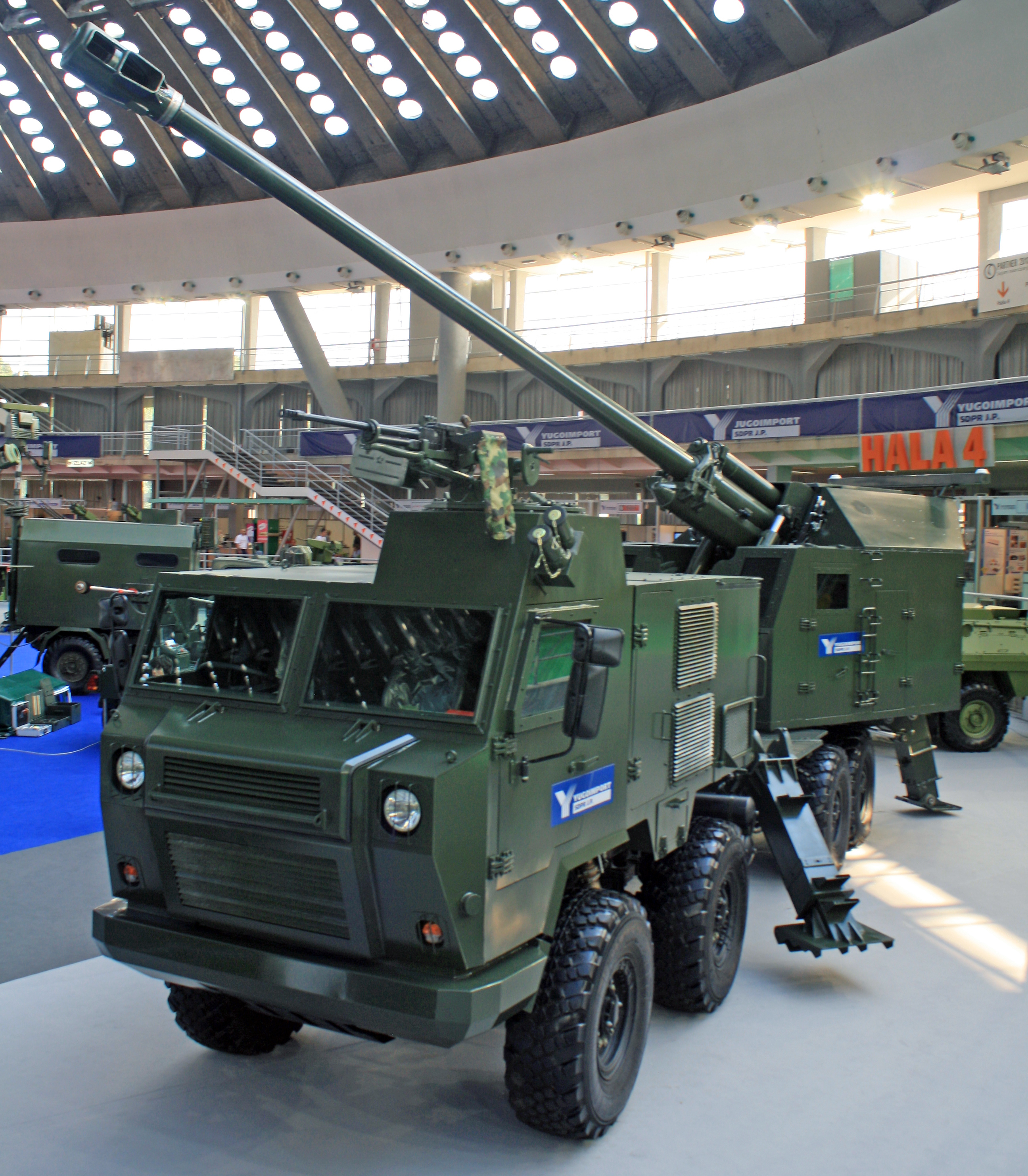
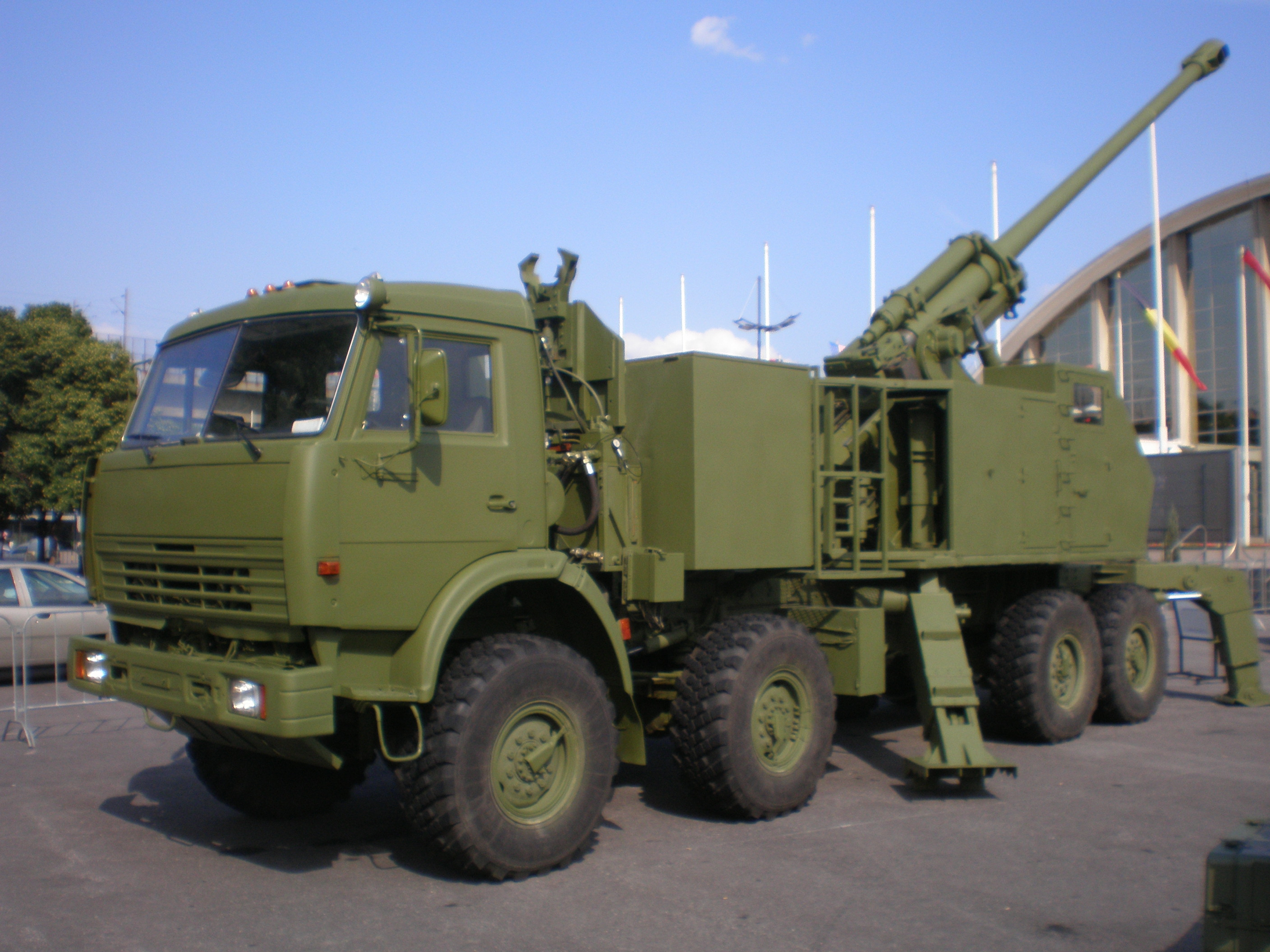
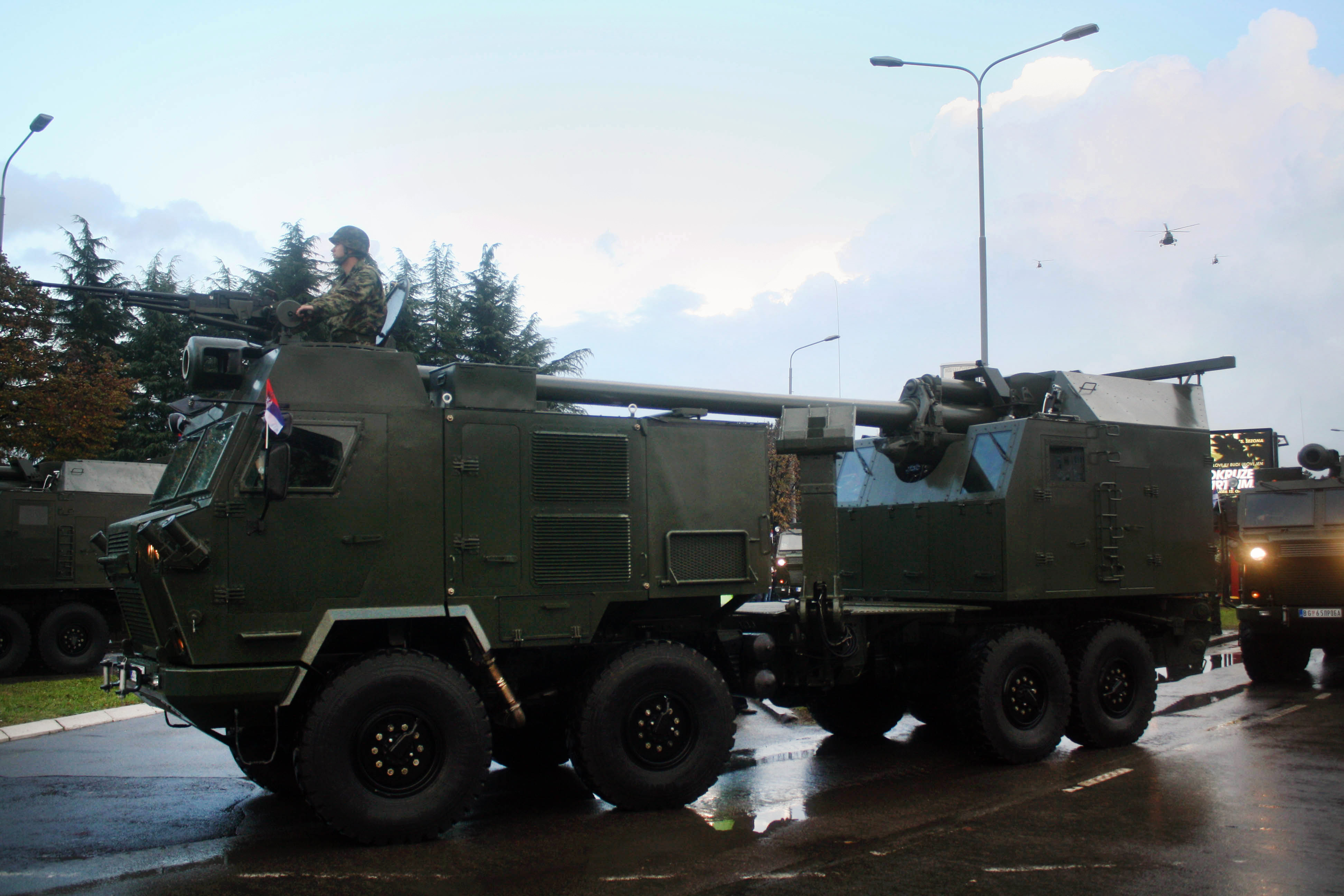
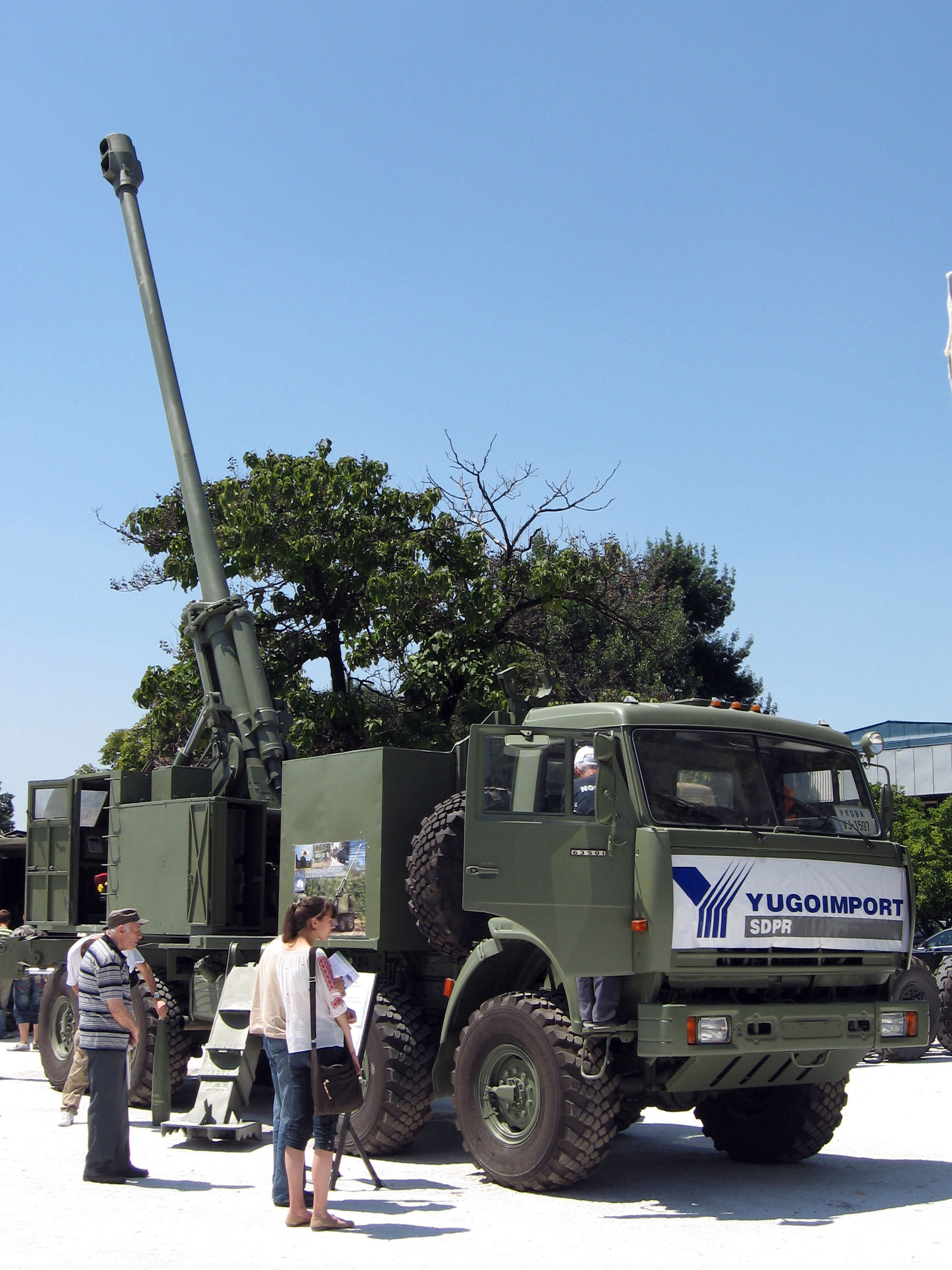

## Конструкція
Артилерійська частина представлена 155-мм гаубицею M84 NORA A з довжиною ствола в 52 калібри. Ця гаубиця може використовувати весь асортимент 155-мм снарядів НАТО, включаючи касетні. Максимальна дальність стрільби (в залежності від типи снарядів, що використовуються): 31 км (HE-ERFB), 42 км (HE ERFB/BB), 20 км керованим снарядом російського виробництва Краснополь.
Возимий боєзапас 36 снарядів. Скорострільність — 6-12 снарядів у хвилину (перші 3 за 20 сек).
Комплекс базується на шасі FAP 2832 (виготовляється в Сербії по ліцензії Mercedes-Benz). Бронювання по стандартам STANAG 4569 Level II та STANAG 4569 Level I, протимінний захист — по STANAG 4569 Level 2A та 2B. Альтернативне шасі: КАМАЗ 6350.

## Модифікації
- Nora B-52 — базова версія.
- NORA B-52K1 на шасі КАМАЗ 8х8

## Країни—експлуатанти
- М'янма — 30
- Кенія — 30 (замовлення)
- Бангладеш — в 2001 поставлено 18 комплексів з французькою системою навігації SAGEM Sigma 30.